# A Ferencvárosi TC 2000–2001-es szezonja
A Ferencvárosi TC 2000–2001-es szezonja szócikk a Ferencvárosi TC első számú férfi labdarúgócsapatának egy szezonjáról szól, mely összességében és sorozatban is a 100. idénye volt a csapatnak a magyar első osztályban. A klub fennállásának ekkor volt a 102. évfordulója.

## Mérkőzések
| Színmagyarázat | Színmagyarázat |
| -------------- | -------------- |
|                | Győzelem.      |
|                | Döntetlen.     |
|                | Vereség.       |

### Borsodi Liga 2000–01

#### Alapszakasz (A csoport)
| 1. forduló 2000. július 22. |

| Ferencváros                              | 4 – 0               | Haladás           |
| ---------------------------------------- | ------------------- | ----------------- |
| Gera 45' Csiszár 64' Horváth 83' Rob 89' | (1 – 0) Jegyzőkönyv | Kaj 21' Győri 53' |

| Üllői út, Budapest Nézőszám: 8 000 Játékvezető: Puhl Sándor (magyar) |

| 2. forduló 2000. szeptember 6. |

| Dunaferr SE                                             | 5 – 2               | Ferencváros                 |
| ------------------------------------------------------- | ------------------- | --------------------------- |
| Tököli 36' 57' Lengyel 39' 83' Zavadszky 80' Molnár 34' | (2 – 0) Jegyzőkönyv | Crnomarković 78' Tóth 90+1' |

| Dunaújváros Nézőszám: 8 000 Játékvezető: Ábrahám Attila (magyar) |

- Elhalasztott mérkőzés.

| 3. forduló 2000. augusztus 5. |

| Ferencváros                              | 1 – 3               | Győri ETO                                |
| ---------------------------------------- | ------------------- | ---------------------------------------- |
| Horváth 45' Dragóner 6′, 29′ Lipcsei 73' | (1 – 1) Jegyzőkönyv | Nagy L. 17' 61' 87' Kiser 27' Bajúsz 75' |

| Üllői út, Budapest Nézőszám: 9 000 Játékvezető: Bede Ferenc (magyar) |

| 4. forduló 2000. augusztus 11. |

| Ferencváros                                                                 | 2 – 2               | Kispest–Honvéd                                                           |
| --------------------------------------------------------------------------- | ------------------- | ------------------------------------------------------------------------ |
| Tóth 23' Plókai 89' (öngól) Csiszár 24' Lipcsei 67' Kriston 89' Cheregi 90' | (1 – 2) Jegyzőkönyv | Plókai 22' Horváth Gy. 33' Téger 8' Szekeres 28' Torghelle 62' Babos 90' |

| Üllői út, Budapest Nézőszám: 4 000 Játékvezető: Szabó Zsolt (magyar) |

| 5. forduló 2000. augusztus 19. |

| Nyírség–Spartacus | 0 – 1               | Ferencváros                          |
| ----------------- | ------------------- | ------------------------------------ |
| Ács 79'           | (0 – 1) Jegyzőkönyv | Horváth 11' Csiszár 64' Földvári 68' |

| Nyíregyháza Városi Stadion, Nyíregyháza Nézőszám: 6 000 Játékvezető: Sápi Csaba (magyar) |

| 6. forduló 2000. augusztus 27. |

| FC Sopron            | 2 – 1               | Ferencváros                                      |
| -------------------- | ------------------- | ------------------------------------------------ |
| Tóth 26' Somogyi 71' | (1 – 0) Jegyzőkönyv | Dragóner 60' Csiszár 22' Cheregi 27' Horváth 61' |

| Káposztás utcai Stadion, Sopron Nézőszám: 7 000 Játékvezető: Bukovics József (magyar) |

| 7. forduló 2000. szeptember 9. |

| Ferencváros                                | 2 – 2               | FC Tatabánya                            |
| ------------------------------------------ | ------------------- | --------------------------------------- |
| Lipcsei 16' Dragóner 72' Földvári 11′, 67′ | (1 – 0) Jegyzőkönyv | Varga L. 46' Hornyák 71' 85′ Vincze 41' |

| Üllői út, Budapest Nézőszám: 5 000 Játékvezető: Hanyecz István (magyar) |

| 8. forduló 2000. szeptember 15. |

| Haladás                            | 3 – 0               | Ferencváros                                 |
| ---------------------------------- | ------------------- | ------------------------------------------- |
| Alex 48' 63' Halmosi 81' Nélio 36' | (0 – 0) Jegyzőkönyv | Gera 19' Kriston 45' Cheregi 70' Gyepes 84' |

| Rohonci úti stadion, Szombathely Nézőszám: 5 000 Játékvezető: Kiss Béla (magyar) |

| 9. forduló 2000. szeptember 20. |

| Ferencváros        | 1 – 1               | Dunaferr SE                        |
| ------------------ | ------------------- | ---------------------------------- |
| Gera 87' Szűcs 14' | (0 – 1) Jegyzőkönyv | Tököli 31' 29' Kiss 39' Bagoly 65' |

| Üllői út, Budapest Nézőszám: 5 000 Játékvezető: Juhos Attila (magyar) |

| 10. forduló 2000. szeptember 23. |

| Győri ETO                        | 0 – 3               | Ferencváros                                          |
| -------------------------------- | ------------------- | ---------------------------------------------------- |
| Vámosi 15' Böjte 74' Mracskó 79' | (0 – 1) Jegyzőkönyv | Tóth 15' Csiszár 72' 63' Gyepes 90' Crnomarković 29' |

| Rába ETO Stadion, Győr Nézőszám: 5 000 Játékvezető: Sápi Csaba (magyar) |

| 11. forduló 2000. szeptember 30. |

| Kispest–Honvéd      | 1 – 2               | Ferencváros                               |
| ------------------- | ------------------- | ----------------------------------------- |
| Faragó 2' Téger 56' | (1 – 1) Jegyzőkönyv | Vén 26' Horváth 85' Szűcs 61' Lipcsei 71' |

| Bozsik József Stadion, Budapest Nézőszám: 4 000 Játékvezető: Arany Tamás (magyar) |

| 12. forduló 2000. október 16. |

| Ferencváros                               | 2 – 0               | Nyírség–Spartacus |
| ----------------------------------------- | ------------------- | ----------------- |
| Horváth 9' (11-esből) Kondora 56' (öngól) | (1 – 0) Jegyzőkönyv |                   |

| Üllői út, Budapest Nézőszám: 3 000 Játékvezető: Makai János (magyar) |

| 13. forduló 2000. október 21. |

| Ferencváros                              | 2 – 1               | FC Sopron                 |
| ---------------------------------------- | ------------------- | ------------------------- |
| Horváth 30' 49' Lipcsei 45' Dragóner 33' | (2 – 1) Jegyzőkönyv | Preisinger 21' Vincze 29' |

| Üllői út, Budapest Nézőszám: 3 000 Játékvezető: Arany Tamás (magyar) |

| 14. forduló 2000. október 29. |

| FC Tatabánya                                              | 1 – 0               | Ferencváros                                     |
| --------------------------------------------------------- | ------------------- | ----------------------------------------------- |
| Kovács 58' (11-esből) Hornyák 23′ Süveges 53' Nagy S. 76' | (0 – 0) Jegyzőkönyv | Cheregi 23′ Csiszár 40' Lipcsei 58′ Horváth 65' |

| Városi Stadion, Tatabánya Nézőszám: 6 000 Játékvezető: Hajdó Attila (magyar) |

#### Az A csoport végeredménye
| # | Csapat                 | J  | Gy | D | V  | Rg | Kg | Gk  | P  | JP | Megjegyzés            |
| - | ---------------------- | -- | -- | - | -- | -- | -- | --- | -- | -- | --------------------- |
| 1 | Lombard FC Tatabánya   | 14 | 8  | 5 | 1  | 29 | 18 | +11 | 29 | 6  |                       |
| 2 | Dunaferr SE            | 14 | 8  | 5 | 1  | 37 | 20 | +17 | 29 | 5  |                       |
| 3 | Ferencvárosi TC        | 14 | 6  | 3 | 5  | 23 | 21 | +2  | 21 | 4  |                       |
| 4 | MATÁV Compaq FC Sopron | 14 | 6  | 2 | 6  | 21 | 23 | -2  | 20 | 3  |                       |
| 5 | Győri ETO FC           | 14 | 5  | 3 | 6  | 21 | 23 | -2  | 18 | 2  |                       |
| 6 | Kispest Honvéd FC      | 14 | 3  | 6 | 6  | 18 | 20 | -2  | 15 | 1  |                       |
| 7 | Haladás VFC            | 14 | 3  | 4 | 7  | 14 | 24 | -10 | 13 | -  | Kiestek az NB I/B-be. |
| 8 | Nyírség Spartacus FC   | 14 | 3  | 0 | 11 | 10 | 24 | -14 | 9  | -  | Kiestek az NB I/B-be. |

#### Rájátszás
| 1. forduló 2000. november 4. |

| Videoton | 0 – 0               | Ferencváros |
| -------- | ------------------- | ----------- |
| Tóth 27' | (0 – 0) Jegyzőkönyv |             |

| Sóstói Stadion, Székesfehérvár Nézőszám: 3 000 Játékvezető: Ábrahám Attila (magyar) |

| 2. forduló 2000. november 11. |

| Ferencváros                        | 2 – 0               | Győri ETO              |
| ---------------------------------- | ------------------- | ---------------------- |
| Horváth 18' Fülöp 83' Dragóner 44' | (1 – 0) Jegyzőkönyv | Nagy L. 14' Bajúsz 68' |

| Üllői út, Budapest Nézőszám: 5 000 Játékvezető: Szabó Zsolt (magyar) |

| 3. forduló 2000. november 19. |

| FC Tatabánya                        | 0 – 5               | Ferencváros                                                            |
| ----------------------------------- | ------------------- | ---------------------------------------------------------------------- |
| Vámosi 59' Varga L. 80' Nagy S. 83' | (0 – 3) Jegyzőkönyv | Pinte 16' Horváth 24' 65' 90' Gera 37' Hrutka 28' Gyepes 51' Balog 69' |

| Tatabánya Nézőszám: 7 500 Játékvezető: Kiss Béla (magyar) |

| 4. forduló 2000. november 25. |

| Ferencváros | 0 – 0               | MTK Hungária                  |
| ----------- | ------------------- | ----------------------------- |
|             | (0 – 0) Jegyzőkönyv | Golovic 18' Elek 53' Füzi 86' |

| Üllői út, Budapest Nézőszám: 12 000 Játékvezető: Ábrahám Attila (magyar) |

| 5. forduló 2000. november 30. |

| Újpest                  | 0 – 1               | Ferencváros            |
| ----------------------- | ------------------- | ---------------------- |
| Szélesi 60' Herczeg 67' | (0 – 0) Jegyzőkönyv | Dragóner 73' Szűcs 15' |

| Megyeri út, Budapest Nézőszám: 12 000 Játékvezető: Szabó Zsolt (magyar) |

| 6. forduló 2001. március 3. |

| Ferencváros                                               | 2 – 0               | Dunaferr SE            |
| --------------------------------------------------------- | ------------------- | ---------------------- |
| Horváth 13' 23' Hrutka 45' Keller 53' Nagy 70' Gera 90+1' | (2 – 0) Jegyzőkönyv | Bagoly 20' Lengyel 66' |

| Üllői út, Budapest Nézőszám: 10 402 Játékvezető: Ábrahám Attila (magyar) |

| 7. forduló 2001. március 11. |

| FC Sopron                                    | 2 – 3               | Ferencváros                                                    |
| -------------------------------------------- | ------------------- | -------------------------------------------------------------- |
| Sira 42' Nagy 60' Praženica 37' Salagean 78' | (1 – 1) Jegyzőkönyv | Horváth 1' Gera 73' Hrutka 82' Fülöp 54' Tóth 76' Dragóner 80' |

| Káposztás utcai Stadion, Sopron Nézőszám: 7 000 Játékvezető: Kassai Viktor (magyar) |

| 8. forduló 2001. március 17. |

| Ferencváros                      | 1 – 2               | Kispest–Honvéd                                             |
| -------------------------------- | ------------------- | ---------------------------------------------------------- |
| Gera 18' Keller 32' Dragóner 78' | (1 – 2) Jegyzőkönyv | Kovács 24' Pintér 39' 78' Faragó 21' Téger 40' Lőrincz 72' |

| Üllői út, Budapest Nézőszám: 12 000 Játékvezető: Hanacsek Attila (magyar) |

| 9. forduló 2001. március 30. |

| Zalaegerszegi TE              | 0 – 0               | Ferencváros                   |
| ----------------------------- | ------------------- | ----------------------------- |
| Balog 19' Babati 59' Filó 88' | (0 – 0) Jegyzőkönyv | Lipcsei 12' Nagy 65' Gera 67' |

| ZTE Stadion, Zalaegerszeg Nézőszám: 14 000 Játékvezető: Szabó Zsolt (magyar) |

| 10. forduló 2001. április 7. |

| Vasas      | 0 – 3               | Ferencváros               |
| ---------- | ------------------- | ------------------------- |
| Zováth 57' | (0 – 0) Jegyzőkönyv | Pinte 53' 90' Kriston 59' |

| Fáy utca, Budapest Nézőszám: 8 000 Játékvezető: Megyebíró János (magyar) |

| 11. forduló 2001. április 13. |

| Ferencváros                               | 2 – 1               | Debreceni VSC                                              |
| ----------------------------------------- | ------------------- | ---------------------------------------------------------- |
| Pinte 36' 90' 68' Csiszár 14' Horváth 43' | (1 – 0) Jegyzőkönyv | Radojičić 75' Vadicska 23' Bernáth 40' Frida 55' Hanák 61' |

| Üllői út, Budapest Nézőszám: 7 000 Játékvezető: Kiss Béla (magyar) |

| 12. forduló 2001. április 18. |

| Ferencváros                                                                                     | 5 – 0               | Videoton                                                           |
| ----------------------------------------------------------------------------------------------- | ------------------- | ------------------------------------------------------------------ |
| Gera 4' Balassa 12' (öngól) Lipcsei 37' Horváth 62' (11-esből) Dragóner 81' Gyepes 45' Nagy 74' | (3 – 0) Jegyzőkönyv | Vilotic 24' Szalai Cs. 62′ Németh T. 62' Balassa 69' Szalai T. 82' |

| Üllői út, Budapest Nézőszám: 7 656 Játékvezető: Kassai Viktor (magyar) |

| 13. forduló 2001. április 22. |

| Győri ETO  | 0 – 0               | Ferencváros            |
| ---------- | ------------------- | ---------------------- |
| Bajúsz 52' | (0 – 0) Jegyzőkönyv | Gyepes 8' Dragóner 45' |

| Rába ETO Stadion, Győr Nézőszám: 14 000 Játékvezető: Bukovics József (magyar) |

| 14. forduló 2001. április 28. |

| Ferencváros | 0 – 0               | FC Tatabánya                                          |
| ----------- | ------------------- | ----------------------------------------------------- |
| Lipcsei 70' | (0 – 0) Jegyzőkönyv | Schafranek 15' Potemkin 54' Goncalves 67' Nagy S. 68' |

| Üllői út, Budapest Nézőszám: 7 000 Játékvezető: Hanacsek Attila (magyar) |

| 15. forduló 2001. május 6. |

| MTK Hungária                                                            | 5 – 2               | Ferencváros                                   |
| ----------------------------------------------------------------------- | ------------------- | --------------------------------------------- |
| Bükszegi 44' Illés 45' Ferenczi 53' 58' Juhász 82' Füzi 32' Komlósi 36' | (2 – 0) Jegyzőkönyv | Gera 67' Horváth 68' Földvári 15' Kriston 63' |

| Hungária körút, Budapest Nézőszám: 8 000 Játékvezető: Megyebíró János (magyar) |

| 16. forduló 2001. május 12. |

| Ferencváros                                        | 2 – 2               | Újpest                                                 |
| -------------------------------------------------- | ------------------- | ------------------------------------------------------ |
| Vén 25' Pinte 65' Gera 24' Lipcsei 31' Kriston 56' | (1 – 1) Jegyzőkönyv | Urbán 27' Kunzo 66' Korolovszky 42' Dvéri 59' Pető 90' |

| Üllői út, Budapest Nézőszám: 14 000 Játékvezető: Szabó Zsolt (magyar) |

| 17. forduló 2001. május 20. |

| Dunaferr SE         | 0 – 0               | Ferencváros |
| ------------------- | ------------------- | ----------- |
| Molnár 49' Jäkl 64' | (0 – 0) Jegyzőkönyv |             |

| Dunaújváros Nézőszám: 15 000 Játékvezető: Kassai Viktor (magyar) |

| 18. forduló 2001. május 27. |

| Ferencváros            | 1 – 0               | FC Sopron |
| ---------------------- | ------------------- | --------- |
| Tóth 39' Cheregi 90+1' | (1 – 0) Jegyzőkönyv |           |

| Üllői út, Budapest Nézőszám: 8 000 Játékvezető: Szabó József (magyar) |

| 19. forduló 2001. június 10. |

| Kispest–Honvéd       | 0 – 0               | Ferencváros  |
| -------------------- | ------------------- | ------------ |
| Piroska 35' Sasu 85' | (0 – 0) Jegyzőkönyv | Dragóner 49' |

| Bozsik József Stadion, Budapest Nézőszám: 8 000 Játékvezető: Juhos Attila (magyar) |

| 20. forduló 2001. június 16. |

| Ferencváros                                                | 3 – 2               | Zalaegerszegi TE                     |
| ---------------------------------------------------------- | ------------------- | ------------------------------------ |
| Hrutka 19' Csiszár 62' (11-esből) Dragóner 85' Cheregi 90' | (1 – 0) Jegyzőkönyv | Egressy 48' Waltner 55' 88' Turi 69' |

| Üllői út, Budapest Nézőszám: 5 000 Játékvezető: Bede Ferenc (magyar) |

| 21. forduló 2001. június 20. |

| Ferencváros                                                                | 2 – 0               | Vasas                                        |
| -------------------------------------------------------------------------- | ------------------- | -------------------------------------------- |
| Tóth 18' (11-esből) Hrutka 59' (11-esből) Nagy 45' Cheregi 54' Kriston 83' | (1 – 0) Jegyzőkönyv | Simek 16' Kövesfalvi 18' Komódi 38' Pető 58' |

| Üllői út, Budapest Nézőszám: 10 000 Játékvezető: Bukovics József (magyar) |

| 22. forduló 2001. június 23. |

| Debreceni VSC | 0 – 2               | Ferencváros                                               |
| ------------- | ------------------- | --------------------------------------------------------- |
| Frida 80'     | (0 – 1) Jegyzőkönyv | Hrutka 34' 67' Gyepes 90+4' Tóth 61' Fülöp 66' Keller 72' |

| Oláh Gábor utcai stadion, Debrecen Nézőszám: 6 500 Játékvezető: Hanacsek Attila (magyar) |

#### A bajnokság végeredménye
| #  | Csapat                      | J  | Gy | D | V  | Rg | Kg | Gk  | P  | Megjegyzés |
| -- | --------------------------- | -- | -- | - | -- | -- | -- | --- | -- | --- |
| 1  | Ferencvárosi TC             | 22 | 12 | 8 | 2  | 36 | 14 | +22 | 48 | Bajnok, kvalifikálta magát a BL 2. selejtezőkörébe. |
| 2  | Dunaferr SE                 | 22 | 13 | 2 | 7  | 40 | 35 | +5  | 46 | Kvalifikálta magát az UEFA-kupa selejtezőjébe. |
| 3  | Vasas Danubius Hotels SC    | 22 | 10 | 6 | 6  | 42 | 33 | +9  | 40 | |
| 4  | Újpest FC                   | 22 | 10 | 5 | 7  | 40 | 37 | +3  | 40 | |
| 5  | Győri ETO FC                | 22 | 11 | 5 | 6  | 34 | 32 | +2  | 40 | |
| 6  | MTK Hungária                | 22 | 8  | 5 | 9  | 31 | 22 | +9  | 35 | |
| 7  | Kispest Honvéd FC           | 22 | 9  | 6 | 7  | 33 | 31 | +2  | 34 | |
| 8  | Videoton FC Fehérvár        | 22 | 9  | 2 | 11 | 37 | 34 | +3  | 31 | |
| 9  | MATÁV Compaq FC Sopron      | 22 | 7  | 6 | 9  | 26 | 30 | -4  | 30 | |
| 10 | Zalahús Zalaegerszegi TE FC | 22 | 7  | 7 | 8  | 33 | 36 | -3  | 29 | |
| 11 | Debreceni VSC               | 22 | 6  | 3 | 13 | 31 | 44 | -13 | 24 | Kiesett volna az NB I/B-be, de az élvonalbeli indulást lemondó BKV Előre helyett bent maradhatott. Kupagyőztesként kvalifikálta magát az UEFA-kupa selejtezőjébe. |
| 12 | Lombard FC Tatabánya        | 22 | 1  | 3 | 18 | 20 | 55 | -35 | 12 | Kiesett az NB I/B-be. Indulási jogot szerzett az Intertotó-kupában.                                                                                               |

#### Eredmények összesítése
Az alábbi táblázatban összesítve szerepelnek a Ferencvárosi TC 2000/01-es bajnokságban elért eredményei.
| Alapszakasz/rájátszás (forduló) | Otthon | Otthon | Otthon | Otthon | Otthon | Otthon | Otthon | Idegenben | Idegenben | Idegenben | Idegenben | Idegenben | Idegenben | Idegenben |
| Alapszakasz/rájátszás (forduló) | M      | GY     | D      | V      | LG–KG  | GK     | P      | M         | GY        | D         | V         | LG–KG     | GK        | P         |
| ------------------------------- | ------ | ------ | ------ | ------ | ------ | ------ | ------ | --------- | --------- | --------- | --------- | --------- | --------- | --------- |
| Alapszakasz (1–14.)             | 7      | 3      | 3      | 1      | 14–9   | +5     | 12     | 7         | 3         | 0         | 4         | 9–12      | –3        | 9         |
| Rájátszás (1–22.)               | 11     | 7      | 3      | 1      | 20–7   | +13    | 24     | 11        | 5         | 5         | 1         | 16–7      | +9        | 20        |
| Összesen (1–36.)                | 18     | 10     | 6      | 2      | 34–16  | +18    | 36     | 18        | 8         | 5         | 5         | 25–19     | +6        | 29        |

### Magyar kupa
2. forduló
| 2000. július 26. |

| Petneháza | 0 – 5       | Ferencváros               |
| --------- | ----------- | ------------------------- |
|           | Jegyzőkönyv | Kardos Tóth Gajda Csiszár |

| Petneháza |

3. forduló
| 2000. július 28. |

| Egri FC | 0 – 6       | Ferencváros                  |
| ------- | ----------- | ---------------------------- |
|         | Jegyzőkönyv | Horváth Tóth ög' Lipcsei Vén |

| Eger Nézőszám: 3 000 |

4. forduló
| 2000. augusztus 2. |

| Nyékládháza | 0 – 3       | Ferencváros  |
| ----------- | ----------- | ------------ |
|             | Jegyzőkönyv | Tóth Horváth |

| Nyékládháza |

5. forduló
| 2000. október 25. |

| Újpest                    | 2 – 0               | Ferencváros                       |
| ------------------------- | ------------------- | --------------------------------- |
| Herczeg 1' 83' Tokody 68' | (1 – 0) Jegyzőkönyv | Dragóner 57' Lipcsei 68' Gera 73' |

| Megyeri út, Budapest Nézőszám: 6 000 Játékvezető: Hanacsek Attila (magyar) |

### Egyéb mérkőzések
| 2000. július 2. |

| Ferencváros | 2 – 1       | Górnik Zabrze |
| ----------- | ----------- | ------------- |
| Rob         | Jegyzőkönyv |               |

| Heilingenkreuz |

| 2000. július 7. |

| Ferencváros | 2 – 1       | Slovan Bratislava |
| ----------- | ----------- | ----------------- |
| Balog Gajda | Jegyzőkönyv |                   |

| Üllői út, Budapest |

| 2000. augusztus 28. |

| Ferencváros         | 1 – 2               | Dinamo Zagreb           |
| ------------------- | ------------------- | ----------------------- |
| Vén 11' Cheregi 82′ | (1 – 1) Jegyzőkönyv | Cvitanović 21' Leko 81' |

| Üllői út, Budapest Nézőszám: 1 000 Játékvezető: Juhos Attila (magyar) |

| 2000. szeptember 12. |

| BTC | 2 – 4       | Ferencváros            |
| --- | ----------- | ---------------------- |
|     | Jegyzőkönyv | Tóth Gera Dragóner Rob |

| Budapest |

| 2001. január 18. |

| Stade Sousse | 1 – 3       | Ferencváros         |
| ------------ | ----------- | ------------------- |
|              | Jegyzőkönyv | Pinte Gyepes Hámori |

| Szúsza |

| 2001. január 20. |

| Étoile du Sahel | 1 – 1       | Ferencváros |
| --------------- | ----------- | ----------- |
|                 | Jegyzőkönyv | Lipcsei     |

| Szúsza |

| 2001. január 24. |

| Monasztir | 1 – 1       | Ferencváros |
| --------- | ----------- | ----------- |
|           | Jegyzőkönyv | Lipcsei     |

| Monasztir |

| 2001. február 13. |

| Ferencváros         | 3 – 1       | Piatra Neamț |
| ------------------- | ----------- | ------------ |
| Gera Monken Horváth | Jegyzőkönyv |              |

| Üllői út (edzőpálya), Budapest |

| 2001. február 17. |

| Ferencváros | 1 – 1       | Besztercebánya |
| ----------- | ----------- | -------------- |
| Pinte       | Jegyzőkönyv |                |

| Üllői út, Budapest |

| 2001. február 21. |

| Ferencváros                     | 6 – 1       | Ostrowiec Świętokrzyski |
| ------------------------------- | ----------- | ----------------------- |
| Monken Gera Keller Csiszár Tóth | Jegyzőkönyv |                         |

| Üllői út, Budapest |

| 2001. március 7. |

| Ferencváros | 1 – 1       | Uralan Elista |
| ----------- | ----------- | ------------- |
| Horváth     | Jegyzőkönyv |               |

| Üllői út, Budapest |

| 2001. március 20. |

| Ferencváros         | 3 – 0       | Homel |
| ------------------- | ----------- | ----- |
| Monken Lipcsei Tóth | Jegyzőkönyv |       |

| Üllői út, Budapest |

| 2001. március 23. |

| Csurgó | 0 – 5       | Ferencváros                    |
| ------ | ----------- | ------------------------------ |
|        | Jegyzőkönyv | Monken Kriston Lipcsei Schultz |

| Csurgó |

- Hosszú Ferenc emlékmérkőzés.

| 2001. március 24. |

| Admira Wacker | 2 – 2       | Ferencváros |
| ------------- | ----------- | ----------- |
|               | Jegyzőkönyv | Monken Vén  |

| Mödling |

| 2001. április 3. |

| Ferencváros | 1 – 1       | Atlantis FC |
| ----------- | ----------- | ----------- |
| Csiszár     | Jegyzőkönyv |             |

| Üllői út, Budapest |

| 2001. május 23. |

| Ferencváros | 3 – 1       | Radnički 1923 |
| ----------- | ----------- | ------------- |
| Gera Hrutka | Jegyzőkönyv |               |

| Üllői út, Budapest |

## Külső hivatkozások
- A csapat hivatalos honlapja (magyarul)
- A 2000–01-es szezon menetrendje a tempofradi.hu-n (magyarul)